# Michał Łuczewski
Michał Szymon Łuczewski (ur. 29 listopada 1979) – polski socjolog, specjalizujący się m.in. w socjologii narodu i pamięci. Adiunkt w Instytucie Socjologii Uniwersytetu Warszawskiego.

## Życiorys
Absolwent Międzywydziałowych Indywidualnych Studiów Humanistycznych (magisterium z socjologii i psychologii).
Prowadził badania etnograficzne w Żmiącej, najdłużej badanej wsi na świecie, na podstawie których obronił w 2007 roku pracę doktorską Doświadczenie narodowe w życiu codziennym. Monografia problemowa społeczności lokalnej. Żmiąca: 1370-2007. Praca ta była podstawą książki Odwieczny naród. Polak i katolik w Żmiącej (wyd. 2012).
Visiting scholar na Columbia University (2005–2006). Stypendysta m.in. Collegium Invisibile (2000), Fundacji Nauki Polskiej (2009), Fundacji Fulbrighta (2005), stypendium im. Józefa Tischnera w Instytucie Nauk o Człowieku w Wiedniu. Przewodniczący Collegium Invisibile w latach 2004–2006.
Członek kolegium redakcyjnego czasopisma 44 / Czterdzieści i Cztery. Publicysta m.in. „Arcanów”, „Wprost”, „Res Publiki” i dziennika „Polska The Times”, współtwórca telewizyjno-prasowego cyklu System 09. Współautor debiutanckiego tekstu Sławomira Sierakowskiego w „Gazecie Wyborczej” w 2001.
W 2013 otrzymał Nagrodę im. księdza Józefa Tischnera za książkę Odwieczny naród. Polak i katolik w Żmiącej.
W 2015 został członkiem Narodowej Rady Rozwoju powołanej przez prezydenta Andrzeja Dudę.
W 2018 uzyskał habilitację na podstawie książki Kapitał moralny. Polityki historyczne w późnej nowoczesności.
W latach 2013–2019 zastępca dyrektora Centrum Myśli Jana Pawła II. Członek klubu Polska – Rosja w Fundacji im. Stefana Batorego. Objął funkcję wiceprezesa Fundacji Polska Wielki Projekt.